# 高地教堂
高地教堂（荷蘭語：Hooglandse Kerk）是荷兰莱顿的一座哥特式教堂，建于15世纪。这座砖砌教堂当初是献给圣庞加爵（St. Pancras）的，如今它为荷兰新教教会（荷蘭語：Protestantse Kerk in Nederland）的教区居民服务。 

## 历史
天主教的乌得勒支主教于1314年12月20日下令建造一座木制小堂。到1377年随着莱顿人口增长和经济繁荣，一座更大的建筑成为需要。教堂于1391年建成，回廊于1415年建成。

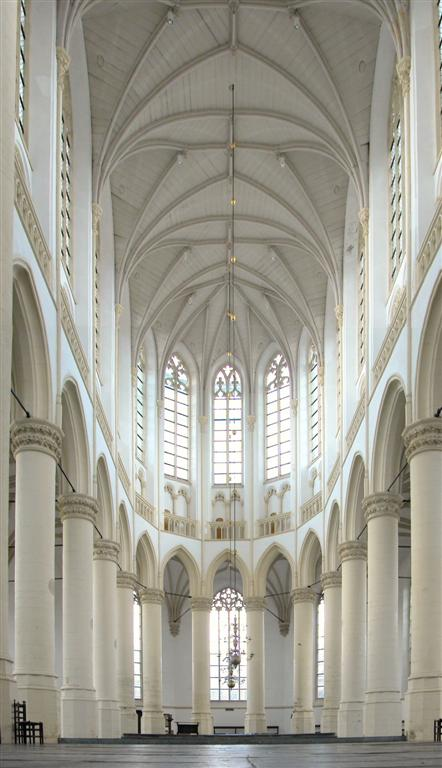
Interior of the Hooglandse Kerk